# Bachelor of Arts

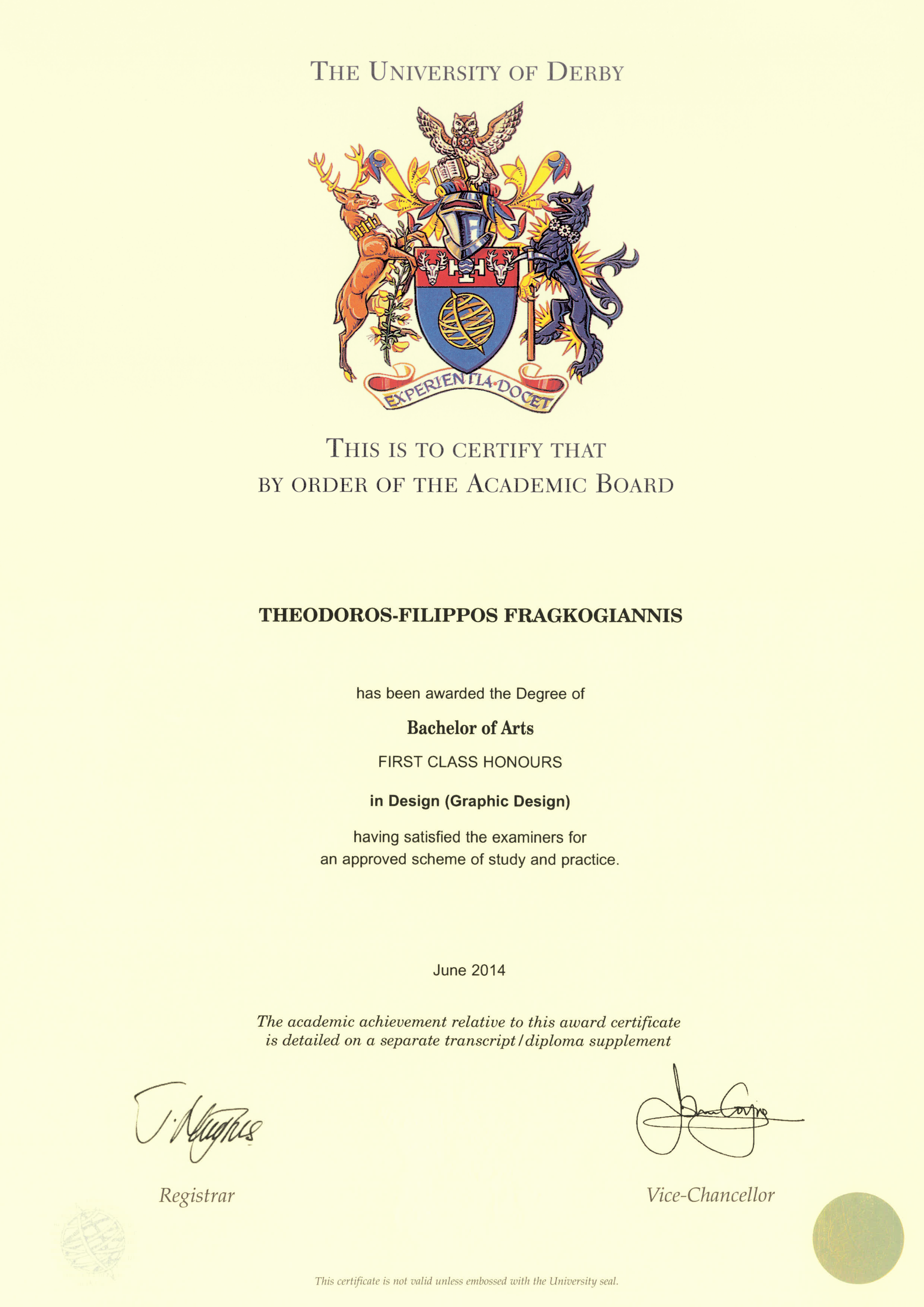
Bachelor of Arts (Hons) in Ontwerp (Grafische Vormgeving) toegekend door de University of Derby in 2014

Bachelor of Arts (afkorting: BA, vertaling: kandidaat in de kunsten, Latijn: Baccalaureus Artium) is een bachelorgraad in het kader van het bachelor-masterstelsel. De graad wordt afgegeven door zowel universiteiten als hogescholen na het volgen van een bacheloropleiding. 
De graad met specificatie of Arts wordt hier normaliter gebruikt om aan te geven dat men aan een universiteit een driejarige wetenschappelijk of academisch georiënteerde initiële bacheloropleiding heeft afgerond in de geesteswetenschappen (letteren, theologie, cultuurwetenschappen en filosofie) of sommige sociale wetenschappen. Ook hogescholen mogen deze graad afgeven; hier duurt de bacheloropleiding meestentijds vier jaar. De studies in de sociale wetenschappen die meer empirisch van aard zijn (zoals econometrie, economie, sociologie, psychologie, etc.) verlenen echter de graad Bachelor of Science. Bij het voeren van de graad wordt deze achter de naam gezet, bijvoorbeeld "P. Jansen, BA".

## Nederland
In Nederland worden alleen personen direct tot deze opleiding toegelaten die vwo, havo of mbo-4 hebben afgerond. Het is ook mogelijk om met een propedeuse van een hbo-opleiding toegelaten te worden tot de universiteit of een toelatingsexamen af te leggen. Na behalen van deze universitaire bachelorgraad volgt men in de regel de universitaire opleiding tot Master of Arts. Ook kan iemand met een bachelordiploma de arbeidsmarkt opgaan.
Door de gezamenlijke Nederlandse Universiteiten worden ongeveer 150 BA-opleidingen aangeboden.

## Internationaal
Dankzij de Bolognaverklaring is de titel Bachelor of Arts een begrip in Europa. Een student met een Bachelor of Arts kan toegang krijgen tot bijna alle universiteiten in Europa voor een vervolgstudie. De graad Bachelor of Arts wordt ook in de rest van de wereld erkend en is qua niveau vergelijkbaar met de vroegere universitaire titel kandidaat.